# Johann Filtsch Junior
Johann Filtsch Junior (* 30. Oktober 1783 in Hermannstadt; † 4. März 1867 in Schellenberg) war ein lutherischer Pfarrer.
Sein Vater war der Pfarrer Johann Filtsch. Er studierte zunächst in Hermannstadt, ab 1805 in Göttingen und wurde dann Hochschullehrer und Pfarrer in Hermannstadt. 1817 ging er nach Talmesch und 1823 nach Schellenberg. 1850 wurde er zum Dekan des Kapitels Sibiu ernannt und 1863 ging er in den Ruhestand.

## Veröffentlichungen
- Die Romanorum in Dacia Coloniis diss. Accedit Appendix continens Daciam in Nummis antiquis; Cibinii. 1808
- Rückblick auf das Leben des Johann Filtsch, Hermannstädter evang. Stadtpfarrers und Capitels-Prodechanten, mitgetheilt von dessen ältestem Sohne I. F. Pfarrer in Schellenberg; 1837
- Die Schlacht bei Schellenberg 1599; In den Blättern für Geist, Gemüth und Vaterlandskunde in Brasov, 1838

| Personendaten    | Personendaten                        |
| ---------------- | ------------------------------------ |
| NAME             | Filtsch, Johann Junior               |
| KURZBESCHREIBUNG | siebenbürgischer Pfarrer und Literat |
| GEBURTSDATUM     | 30. Oktober 1783                     |
| GEBURTSORT       | Hermannstadt                         |
| STERBEDATUM      | 4. März 1867                         |
| STERBEORT        | Șelimbăr                             |